# Брандо, Шейен
Тарита Шайенн Брандо (англ. Tarita Cheyenne Brando, 20 февраля 1970 – 16 апреля 1995) ― французская модель, дочь Марлона Брандо от его третьей жены Тариты Терипайи, бывшей французской актрисы, с которой он познакомился во время съемок фильма «Мятеж на Баунти» в 1962 году.

## Биография
Брандо родилась в 1970 году и воспитывалась своей матерью Таритой на острове Таити, к югу от Папеэте. Ее родители развелись в 1972 году.

В детстве Марлон Брандо не разрешал Шайенн и ее брату Техоту навещать его в США. В 1976 году он заявил: Я не позволю им [Шайенну и Техоту] уехать в Штаты. Как таитяне, они слишком доверчивы. Ритм жизни в Штатах им совершенно не подходит. В детстве Шайенн обожала своего отца и хвасталась им. Когда она вступила в подростковый возраст, ее чувства к отцу изменились. В интервью 1990 года она заявила: 
Я стала презирать своего отца за то, как он игнорировал меня, когда я была ребенком. Он приезжал на остров, может быть, раз в год, но, похоже, ему было все равно, увидит он меня или нет.
Шайенн бросила среднюю школу и начала принимать наркотики, включая ЛСД, ПХФ, марихуану и транквилизаторы. В это же время она начала карьеру модели.
В 1989 году она попала в аварию и разбила свой джип, после того как ее отец отказался позволить ей навестить его на съёмках фильма «Первокурсник» в Торонто. У нее была сломана челюсть, рваная рана под глазом и порванное ухо. Марлон Брандо отправил Шайенн в Лос-Анджелес на косметическую операцию. Несчастный случай фактически положил конец ее модельной карьере. После этого у нее начались приступы депрессии и была попытка самоубийства.

### Знакомство с Дроллетом
В мае 1987 года Шайенн начала встречаться с 23-летним Дагом Дроллетом. Его отец, Жак Дроллет, был членом Ассамблеи Французской Полинезии. Марлон Брандо и Жак Дроллет были давними друзьями. В 1989 году Шайенн забеременела от Дага. По просьбе Марлона Брандо пара переехала в США и поселилась в доме Марлона на Малхолланд-Драйв.
16 мая 1990 года Дроллет был смертельно ранен старшим единокровным братом Шайенн, Кристианом в доме их отца. Кристиан Брандо утверждал, что стрельба была случайной. Он заявил, что ранее вечером Шайенн сказала ему, что Дроллет физически издевался над ней. Позже той же ночью Кристиан столкнулся с Дроллетом по поводу жестокого обращения. Кристиан утверждал, что выстрел произошёл после того, как Дроллет попытался отобрать у него пистолет.
Кристиан Брандо был немедленно арестован и через два дня обвинен в убийстве первой степени. Обвинители по этому делу попытались вызвать Шайенн в суд для дачи показаний на суде Кристиана, поскольку они считали, что ее рассказ о ночном событии имел решающее значение для доказательства того, что стрельба была преднамеренной. Однако она отказалась давать показания и сбежала на Таити. 26 июня 1990 года она родила сына, которого назвала Туки Брандо. Вскоре после рождения Туки Шайенн дважды пыталась покончить с собой и была госпитализирована для детоксикации наркотиков в психиатрическую больницу. 22 декабря 1990 года французский судья объявил Шайенн умственно отсталой и признал ее неспособной давать показания на суде над ее братом.
Без показаний Шайенн прокуроры чувствовали, что больше не смогут доказать, что смерть Дроллета была преднамеренной. Они представили Кристиану Брандо сделку о признании вины. Кристиан согласился на сделку и признал себя виновным по меньшему обвинению в непредумышленном убийстве. Он был приговорен к десяти годам тюремного заключения. Он отсидел в общей сложности пять лет и был помещен на трехлетний испытательный срок. В интервью, данном после его освобождения, Кристиан заявил, что он сомневается в обвинениях Шайенн в физическом насилии над Дроллет из-за ее психической нестабильности. - Я чувствую себя полным болваном за то, что поверил ей, - сказал он.
В течение нескольких лет после смерти Дроллета и суда над ее сводным братом Кристианом психическое здоровье Шайенн Брандо неуклонно ухудшалось. Она неоднократно попадала в наркологическую реабилитацию и психиатрические больницы. Шайенн также публично обвинила своего отца в том, что он приставал к ней, и обвинила его в соучастии в смерти Дроллета. Марлон Брандо отрицал оба обвинения.
Позже Шайенн Брандо был официально поставлен диагноз шизофрения, она была изолирована от своих бывших друзей и была лишена родительских прав над своим сыном Туки. Его вырастила ее мать на Таити. Став взрослым, Туки Брандо, как и его мать, стал работать моделью, а также поступил в медицинскую школу.

### Смерть
16 апреля 1995 года Шайенн повесилась в доме своей матери в Пунаауйя, Таити. Ни ее отец, ни брат Кристиан не смогли присутствовать на ее похоронах на Таити. Она была похоронена на римско-католическом кладбище Уранье в Папеэте в семейном склепе семьи Дага Дроллета.

### на английском языке
- Manso, Peter (1994). Brando: The Biography. Hyperion, 1118 pages. ISBN 978-0-7868-6063-0
- Mizruchi, Susan L. (2014). Brando's Smile: His Life, Thought and Work. New York: W. W. Norton & Company, 512 pages, ill. ISBN 978-0-3933-5120-0
- Tanitch, Robert (2004). Brando.  New York: Barnes & Noble Books, 200 pages. ISBN 978-0-7607-6909-6
- Judge, Bernard (2011). Waltzing With Brando: Planning a Paradise in Tahiti. New York: ORO Editions, 289 pages. ISBN 978-0-9826-2264-3

### на французском языке
- Teriipaia, Tarita. Marlon, mon amour, ma déchirure. XO édition, 2005, 298 pages. ISBN 978-2-8456-3217-2